# Monetazione scozzese
La monetazione scozzese riguarda le monete emesse da una varietà di autorità locali e nazionali, tra cui il Regno di Scozia. Le monete che hanno circolato in Scozia dopo l'Atto di Unione del 1707 con l'Inghilterra sono comprese tra le monete della sterlina britannica.

## Primi commerci con i Romani (138 circa - 400)
Le prime monete furono introdotte in Scozia dalla Britannia romana e derivavano dai commerci con la parte più occidentale dell'Impero romano. Lontani dall'essere isolati, i Celti della Caledonia, a nord del vallo di Adriano, svilupparono dei commerci per assolvere alle esigenze della popolazione.
Tra gli esempi ci sono monete di Costantino II (337-340) che sono state ritrovate nel sud della Scozia. Nel 410 i commerci cessarono quando l'Impero romano si ritirò dalla Britannia. Sono state ritrovate anche monete di popolazioni celtiche pre-romane, tra cui uno statere d'oro dei Dobunni, rinvenuto nello Dumfriesshire montato in un gioiello.

## Primo periodo medioevale
In seguito al ritiro dei Romani dall'arcipelago britannico, diversi regni sorsero nel sud della Scozia. Uno di questi, il regno di Northumbria, presto si espanse verso nord arrivando al regno di Strathclyde. In questo modo il regno di Northumbria controllava il sud dell'attuale Scozia, e gli sceat di bronzo dei re della Northumbria circolavano liberamente nell'attuale Scozia.

## Periodo 1136 - 1356
Il primo re della Scozia a emettere una monetazione propria fu Davide I (1124-1153). Davide I è considerato l'artefice della modernizzazione della Scozia (rivoluzione Davidiana). Le sue monete hanno una stretta somiglianza con quelle di Stefano d'Inghilterra. La moneta coniata fu il penny, battuto a Carlisle, su cui il suo nome è riportato nella forma di "Davit". Al rovescio una croce corta con globuli nei quarti. In seguito durante il suo regno le monete furono coniate a Berwick, Roxburgh ed Edimburgo. Durante il regno di Davide furono coniate anche monete a nome del figlio, il principe Enrico di Scozia, in qualità di conte di Northumberland.
Il penny rimase l'unica moneta coniata fino al 1280, quando apparvero il mezzo penny (half penny) ed il farthing, dal valore di un quarto del penny, introdotti nel 1280 da Alessandro III. Nel 1250, sotto questo re, nel paese erano attive almeno 16 zecche, distribuite da Inverness a Berwick. La monetazione fu basata su queste tre monete fino alla riforma monetaria di Davide II del 1357.

## Periodo 1357 - 1488
Alla morte di Roberto I salì al trono il figlio Davide, il secondo con questo nome, che aveva solo 5 anni. Nel 1357 Davide introdusse due nuove monete, il noble ed il groat.
- Il noble fu la prima moneta d'oro scozzese. Aveva caratteristiche ponderali simili all'omonima moneta inglese ed era valutata 6 scellini e 8 penny (6s 8d) o mezzo merk scozzese. Anche i tipi erano simili: al dritto il re su una nave ed al rovescio la croce fiorita.
- Il groat era una moneta d'argento simile al grosso. Valeva inizialmente 4 penny ed in seguito furono coniati groat da 8 e da 12 penny. I groat furono coniati fino al 1558.

Secondo Stewart, il busto di Giacomo III sul groat del 1485 "oltre ad essere il primo ritratto realistico di un re nella monetazione scozzese, fu probabilmente il primo ritratto rinascimentale su una moneta fuori dall'Italia". Influenze successive sulla monetazione scozzese furono esercitate dai paesi di lingua tedesca e la Francia, da cui derivano monete come il "dollar" (tallero) , "testoon" (dal testone tramite la Francia) , e "merk" (o "mark"). Sul finire del XIV secolo furono nuovamente coniate monete d'oro: il lion ed il demy. Il lion era ad imitazione dell'écu á la couronne, una moneta coniata nel 1385 da Carlo VI di Francia. Come il pezzo francese portava al dritto lo scudo coronato. Per questo motivo fu chiamato anche corona. Sullo scudo lo stemma con il leone di Scozia, da cui il nome. Al rovescio sant'Andrea sulla croce. Il mezzo lion era chiamato demi-lion (mezzo-leone in francese) o semplicemente demy. Giacomo III (1460-88) introdusse nuove monete d'oro, il rider, e l'unicorn. Il rider riprendeva i tipi del franc á cheval e fu coniato anche da Giacomo VI. Valeva 23 scellini. L'unicorn recava l'immagine dell'animale fantastico e valeva 18 scellini. Giacomo introdusse anche una nuova moneta di biglione, il plack, dal valore di 4 penny.

## Monete ecclesiastiche
In Scozia, come peraltro in molti paesi europei, la coniazione fu esercitata anche da autorità religiose. Questa monetazione si concentra nella seconda metà del XV secolo. Queste monete, poco note, sono state rinvenute in quantità notevoli nel 1919 nei pressi dell'abbazia di Crossraguel, nello Ayrshire Meridionale fondata nel 1244 da Donnchadh, Conte di Carrick. Sono penny o farthing in rame o bronzo, di qualità scarsa.
Il tipo generale del dritto dei penny è un globo rivestito da bande circondato dalla scritta +IACOBVS DEI GRA REX. Al rovescio una croce latina e la legenda CRVX PELLIT OMNE CRIMEN.
Per i farthing ci sono due tipi principali. Il primo tipo presenta al dritto le lettere I R (Iacobus rex) ed intorno IACOBVS D G R (con varianti) ed al rovescio una croce lunga e nei quarti MO NE PA UP (Moneta pauperum). Il secondo tipo presenta un trifoglio mentre il rovescio è simile al primo tipo.

## Periodo 1488 - 1542
Durante il XVI secolo tutta la produzione monetaria fu spostata ad Edimburgo, anche se la zecca di Stirling produsse un'emissione di bawbee sotto Maria Stuarda. Sotto Giacomo IV (1488-1513) e Giacomo V (1513-42) le monetazioni furono simili a quella di Giacomo III, con l'introduzione del bawbee.

## Maria Stuarda (1542-1567)
Con Maria Stuarda ci furono grandi cambiamenti che riflettono i grandi cambiamenti politici avvenuti durante il suo regno. I numismatici considerano 5 periodi.
Prima monetazione (1542-58)
Periodo che precede il matrimonio con il delfino di Francia, poi re Francesco II ed inizia quando la regina salì al trono all'età di nove mesi. Le monete d'oro coniate furono la corona (o écu) da 20 shilling, il lion da 44 shilling, il mezzo lion, il ryal da 3 sterline. In argento fu coniato il testone (testoon) , una moneta coniata al tornio alla zecca di Parigi nel 1553 da maestranze francesi. Fu la prima moneta scozzese prodotta meccanicamente. In biglione furono coniati il bawbee e il mezzo bawbee, il nuovo lion o hardhead da 1½ penny ed il plack da 4 penny.
Seconda monetazione (1558-60)
Si tratta del periodo del primo matrimonio di Maria, con Francesco, prima delfino poi, re di Francia con il nome di Francesco II. Francesco prese in Scozia il titolo di re consorte. In oro fu introdotto un ducato (ducat) da 60 scellini, cioè tre sterline, coniato nel 1558 in sostituzione del ryal che aveva lo stesso valore. In argento fu continuata la monetazione del testone da 5 scellini ed 11 penny assieme al mezzo testone. Entrambe le monete non recavano le effigi reali, ma le armi di Scozia e di Francia al rovescio mentre al dritto c'erano le iniziali (F ed M) in monogramma. Le monete di biglione furono il groat da 12 penny ed il lion o hardhead da 1½ penny già emesso in precedenza.
Terza monetazione (1560-65)
Dopo la morte di Francesco a soli 16 anni, Maria rimase vedova per la prima volta. Le monete emesse durante questo periodo usano i titoli già usati nella sua prima monetazione. Furono emessi una corona d'oro da 20 scellini ed un testone d'argento da 5 scellini 11 penny. Della corona si conosce solo un esemplare.
Quarta monetazione (1565-67)
È il periodo del secondo matrimonio, quello con Enrico Stuart, Lord Darnley. In questo periodo fu coniato un ryal d'argento e le sue frazioni da 2/3 ed 1/3. La legenda recava i nomi dei due sovrani al dritto. La prima emissione al rovescio recava la legenda QVOS DEVS CONIVNXIT HOMO NON SEPARET mentre sulla seconda era riportato DAT GLORIA VIRES. EXVRGAT DEVS.
Quinta monetazione (1567)
Si tratta delle monete emesse durante la seconda vedovanza. In questo periodo le monete coniate furono il ryal d'argento e le sue frazioni, uguali a quelle del periodo precedente escluse le legende. Le monete della 3ª, 4ª e 5ª monetazioni si trovano spesso contromarcate. Nel 1567 Maria fu costretta ad abdicare a favore del figlio che salì al trono col nome di Giacomo VI.

## La monetazione di Giacomo VI di Scozia (1567-1603)
In seguito all'abdicazione di Maria salì al trono il figlio Giacomo VI che aveva solo un anno. Dal 1567 al 1603 fu re di Scozia e nel 1603 ereditò anche la corona d'Inghilterra. Il periodo precedente al 1603 è uno dei più complessi nella monetazione scozzese. I numismatici considerano otto periodi. Le monete in biglione ed in rame sono considerate separatamente.
Interessante la progressiva svalutazione della moneta: nel 1584 fu coniato un pezzo d'oro da 5,066 grammi (il lion noble) dal valore di 75 scellini, nel 1593 il rider con l'identico peso era valutato 100 scellini e nel 1601 il pezzo sword & sceptre sempre con lo stesso pezzo salì al valore di 120 scellini.
Prima monetazione (1567-71)
In questo primo periodo non furono battute monete d'oro. Furono coniati il ryal d'argento e le sue frazioni (2/3 e 1/3) tutti gli anni del periodo. Il ryal aveva lo stesso peso del ryal fatto coniare da Maria ed Enrico due anni prima (ca. 30,397 g).
- Al dritto era raffigurato lo scudo coronato con il leone scozzese. Ai lati le lettere "I" ed "R".[18]
- Al rovescio la legenda PRO • ME • SI • MEREOR • IN • ME.[19] Il tipo era una spada volta in alto; in alto a sinistra una mano che indica la spada mentre a destra c'era l'indicazione del valore (XXX, XX o X secondo il taglio della moneta)

Seconda monetazione (1571-1580)
In oro fu coniata nel 1575 una moneta da 20 sterline a 22 carati per un peso di ca. 29,75 grammi.
In argento furono battuti:
- noble o mezzo merk da 6 scellini e 8 penny assieme al 1/2 noble da 3/4.
- merk e doppio merk. Quest'ultima moneta prese anche il nome di thitle dollar, cioè dollaro del cardo.[20]

Terza monetazione (1580-1581)
Furono coniati un ducato d'oro da 80 scellini scozzesi e dei pezzi d'argento da 16, 8, 4 e due scellini.
Quarta monetazione (1582-1588)
Fu introdotto il lion noble d'oro (o angel scozzese) assieme alle sue frazioni (2/3, 1/3). Al dritto era rappresentato un leone coronato seduto di fronte con due spade nelle zampe anteriori sollevate. Nell'argento furono prodotti i pezzi da 40, 30, 0 e 10 scellini.
Quinta monetazione (1588)
Fu prodotto solamente il thistle noble d'oro, detto anche rose noble scozzese. era una moneta da ca.7,6 grammi d'oro a 23 carati. Al dritto c'era lo scudo con il leone di Scozia. Dietro una nave in mare, con bandiere sulla prua e sulla poppa. In basso il cardo (thistle in inglese).
Sesta monetazione (1591-93)
La sesta monetazione è caratterizzata da due tipi inusuali.
L'oro è rappresentato dall'Hatpiece, una moneta che mostra al dritto il re che indossa un copricapo (hat) particolarmente alto, da cui il nome. Al rovescio un leone seduto, con lo scettro nella zampa destra e una scritta in ebraico che riporta il nome di Geova
L'argento è rappresentato da un 1/2 balance merk e dalla frazione da 1/4 di merk. Il nome viene dal rovescio su cui era raffigurata una bilancia con una spada dietro e la legenda intorno HIS DIFFERT REGE TYRANNVS
Settima monetazione (1593-1601)
Viene reinserita una denominazione d'oro, il rider, che era già stata introdotta nel 1491 da Giacomo III. Il peso, il titolo son uguali a quelli di un secolo prima. Anche i tipi sono simili. Cambia, a causa della svalutazione dello scellino, il valore: mentre il rider di Giacomo III valeva 23 scellini, quello di Giacomo sesto ne vale 100. Accanto al rider sono coniati pezzi d'argento da 10 e 5 scellinie da 30 e 12 penny.
Ottava monetazione (1601-1604)
Viene introdotta il sword & sceptre, un pezzo d'oro da 5,066 grammi che ora è valutato in 120 scellini. Il nome viene dal rovescio con una spada ed uno scettro decussati. Il pezzo è accompagnato dalla frazione da 60 scellini.
In argento sono coniati il thistle merk e le sue frazioni (1/2, 1/4, 1/8). Il nome dal cardo coronato presente al rovescio.
Monetazione in biglione e rame
In biglione fu coniato
- il plack da 8 penny nel periodo 1583-90 con alcune varietà minori con il suo mezzo il saltire plack da 4 denari nel 1594
- lo hardhead da 2 penny nel 1588

In rame sono coniate le monete da due ed un penny nel 1597.

## Giacomo VI: l'unione delle corone (1603-25)
Con l'unione delle corone del 1603, le monete scozzesi divennero più simili a quelle inglesi anziché a quelle del continente. In questo periodo non era insolito che le monete fossero usate in paesi diversi dato che il loro valore era dato dal contenuto in metallo prezioso. Le differenze sono riscontrabili nelle unite raffigurate: la più evidente è la posizione delle armi di Scozia ed Inghilterra: nella moneta inglese le armi di Inghilterra si trovano al I ed al IV quarto, le due posizioni più rilevanti, mentre nella versione scozzese agli stessi posti si trovano le armi di Scozia. Inoltre sopra lo scudo si trova la corona di Scozia e il segno di zecca è un cardo. Il rapporto tra le due monete circolanti nei due regni è di 12 sterline scozzesi = 1 sterlina inglese. I titoli usati da Giacomo dopo la salita al trono d'Inghilterra diventano re di Gran Bretagna, Francia e Irlanda.
Le monete sono, per l'oro:
- Unite (o sceptre) da 12 sterline scozzesi cioè 1 sterlina inglese (20 s inglesi). 154,83 grani (9,989 g) a 22 carati
- Doppia corona: 77,41 grani (4,99g) (10 s inglesi)
- Britain crown: 38,7 grani (2,497 g) (5 s inglesi)
- Half crown: 23,66 gr (1,526 g) (2,5 s inglesi)
- Thistle crown: 30,96 gr (1,997 g) 4 scellini inglesi o 48 scellini scozzesi

per l'argento da 60, 30, 12, 6, 2 e 1 scellino e da 6 penny, mentre per il rame da 1 e 2 penny. Le monete in oro hanno gli stessi pesi e denominazioni per entrambi i regni: la moneta base è l'unite da 154,83 grani.
Per l'argento in Scozia la moneta base è quella da 60 scellini da 464,42 grani pari a 29,96 grammi che dà uno scellino da 0,5 grammi. In Inghilterra la moneta base è il penny da 7,742 grani, pari a 0,5 grammi. Quindi lo scellino scozzese aveva lo stesso valore del penny inglese con un rapporto di 12 a 1 tra denominazioni scozzesi e denominazioni inglesi.

## Carlo I (1625-49)

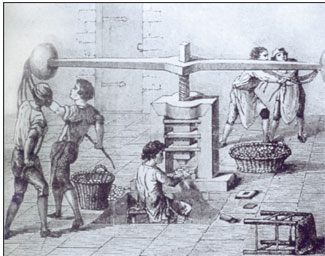
Pressa a bilanciere di Nicolas Briot, circa 1626.
da l'Encyclopédie.

Durante il regno di Carlo I, fu introdotta la monetazione meccanica. La prima monetazione (1626-36) è praticamente uguale all'ultima di Giacomo VI, escluso ovviamente il nome. Nell'agosto 1635 venne nominato un nuovo responsabile della zecca scozzese, Nicolas Briot, un francese proveniente dalla Lorena, che in precedenza aveva lavorato alla zecca di Parigi e dal 1628 alla zecca di Londra di cui era divenuto incisore capo nel 1633. Briot usava per la produzione dei macchinari e con il suo arrivo anche ad Edimburgo fu introdotta la coniazione meccanica, tramite pressa a bilanciere. Queste innovazioni non furono apprezzate dai dipendenti delle zecche britanniche che vedevano con preoccupazione le nuove tecniche che, temevano, avrebbero potuto porre in discussione il loro posto.
Nel 1636 ci fu una nuova monetazione con tre pezzi in argento: l'half merk e due pezzi da 40 e 20 penny: questi pezzi erano ancora monetati al martello. L'anno successivo iniziò la terza monetazione di Carlo, con l'uso massiccio della pressa e bilanciere. In seguito Briot fu affiancato dal genero John Falconer, che ne prese in seguito il posto al suo ritorno a Londra. Anche la terza monetazione scozzese di Carlo riprende le denominazioni di Giacomo VI.
Poco dopo (1642) scoppiò la Rivoluzione inglese e praticamente la monetazione scozzese di Carlo ebbe termine con la sua ultima moneta scozzese, i pezzi da due e tre scellini commissionati nel marzo 1642. Dopo la morte di Carlo nel 1649 nacque il Commonwealth of England e in Scozia ci fu una sospensione della monetazione che venne ripresa da Carlo II solo nel 1663.

## Carlo II (1660-1685) - Giacomo VII (1695-89)
Carlo II fu nominato re di Scozia l'anno stesso della morte del padre ed incoronato il capodanno del 1651, ma solo nel 1660 ci fu la restaurazione della monarchia dopo un decennio di Commonwealth of England. A partire dal regno di Carlo II tutte le monete scozzesi, come anche quelle inglesi, sono coniate meccanicamente. Carlo II in Scozia emise due serie di monete d'argento: la prima era basata sulla moneta da quattro merk e la seconda sul dollar. Peso titolo e valore delle due monete era uguale; cambiavano nome e tipi. La moneta da quattro merk (e la successiva moneta da un dollaro) pesava 415,2 grani (26,787g ca.) ed aveva un valore di 53s 4d (53 scellini e 4 penny). Le altre monete della serie erano quelle da 2, 1 e 1/2 merk. Al dritto c'era il busto del re volto verso destra ed al rovescio una croce formata dagli stemmi reali con al centro l'indicazione del valore in scellini e penny.
Dal 1675 i quattro merk furono sostituiti dal dollar. Oltre al cambio del nome ci furono alcune modificazioni nei tipi: il busto del re volto a sinistra ed il valore posto al centro sostituito da "C" interlacciate. Nei quarti della croce stemmi delle nazioni. La moneta di minor valore, fu quella da 1/16 di dollaro che non aveva corrispondente nelle monetazione precedente: al rovescio la croce di Sant'Andrea con gli stemmi delle nazioni nei quarti. Alla morte di Carlo, che non aveva figli legittimi a causa della sterlilità della moglie, salì al trono il fratello Giacomo il VII in Scozia ed il II d'Inghilterra. Il nuovo re era di religione cattolica e fu deposto dalla Gloriosa rivoluzione nel 1689. Da Giacomo VII tutte le monete d'argento furono denominate in scellini.
Nel breve regno furono coniate solo monete d'argento dai valori di 40 e 10 scellini negli anni 1687 ed 1688. Per la prima volta fu usato un contorno che recava una legenda, che aveva lo scopo di impedire la tosatura. La legenda scelta fu Nemo me impune lacessit.
La moneta da 10 scellini pesava 71,2 grani (4,593 g ca.) e l'altra moneta 284,9 grani (18,37 g ca.) Esiste anche una moneta da 60 scellini a nome di Giacomo VII ma si tratta di una monetazione effettuata nel 1828. Dopo la "gloriosa rivoluzione" fu chiamato a regnare Guglielmo d'Orange il II con questo nome per la Scozia ed il III per l'Inghilterra.

## Guglielmo, Maria ed Anna
Guglielmo regnò assieme alla moglie Maria, figlia di primo letto di Giacomo VII dal 1689 alla morte della moglie nel 1694. Sotto il loro regno furono coniate in argento monete da 60, 40, 20, 10 e 5 scellini. Gli standard ed i pesi furono uguali a quelli di Giacomo. Al diritto i busti accollati e l'indicazione del valore sotto, nel taglio. Al rovescio lo scudo coronato con le armi di Scozia al I e al IV quarto e d'Inghilterra e Irlanda negli altri. Nel contorno c'era l'iscrizione PROTEGIT ET ORNAT - ANNO REGNI PRIMO (SECUNDO etc.). Dopo la morte di Maria, Guglielmo regnò da solo. La produzione d'argento fu come quella precedente. Fu reintrodotta la monetazione dell'oro tramite una pistola da 12 sterline scozzesi, cioè 20 scellini inglesi. Pesava 106 grani (6,84g ca.) , e fu coniata, assieme alla mezza pistola, solo nel 1701. La ghinea coniata nello stesso periodo pesava invece 129,5 ed era valutata 21s 6d.
Dopo la morte di Guglielmo salì al trono Anna, la sorella di Maria. Durante il suo regno fu approvato l'atto di unione che di fatto pose termine alla monetazione scozzese separata ad quella inglese. Le ultime monete scozzesi furono quelle coniate dal 1702 al 1707. Furono battute solamente monete d'argento da 10 e 5 scellini scozzesi secondo gli stessi standard precedenti.

## L'Atto di Unione (1707)
Uno degli articoli del trattato d'unione stabiliva che la Scozia avrebbe mantenuto la sua zecca, ma questo articolo, come molti altri, non fu rispettato.
(Articolo XVI dell'Trattato di Unione)
Il compito principale della zecca di Edimburgo fu la riconiazione delle vecchie monete scozzesi secondo i tipi delle monete inglesi, usando i conii ricevuti dalla zecca di Londra. Il lavoro era veramente notevole, tuttavia la produzione di monete terminò in realtà già nel 1709, solo due anni dopo l'Unione e la zecca fu abolita nel 1817.

## Token
Nei secoli XVIII e XIX ci sono state in Scozia, come peraltro nel resto del Regno Unito, numerose emissioni di token, gettoni fatti battere da privati, aziende, istituzioni locali, per supplire alle carenze di moneta minuta; questa pratica era già stata usata in Inghilterra nel periodo 1649-1672.
In Scozia ci fu a Dunbar una emissione di un farthing che recava il nome di Geo. Combes e datato 1668.
Alla fine del XVIII secolo ci fu, nel Regno Unito, una carenza di moneta minuta, carenza che de facto favorì le emissioni privata, che seppure illegali, non furono perseguite. Il fenomeno si esaurì verso il 1817.

## Banconote contemporanee
Attualmente tre banche scozzesi emettono le proprie banconote: Bank of Scotland, Royal Bank of Scotland e Clydesdale Bank. Non esistono invece monete emesse da zecche scozzesi.

## Monete scozzesi
Molte delle monete scozzesi, come anche le unità di misura del paese, hanno a volte lo stesso nome di monete inglesi, ma hanno spesso valore diverso. Tra i tipi più frequenti ci sono lo stemma di Scozia con il leone rampante, il cardo e la croce di Sant'Andrea, protettore della Scozia.

## Zecche
La datazione delle zecche non è precisa. Tuttavia dato che sui primi penny al rovescio c'era sia l'indicazione della città che del responsabile mentre al dritto c'era il nome del sovrano è possibile comunque avere indicazioni abbastanza precise sull'attività delle varie zecche. La zecca di Edimburgo ha cominciato a lavorare sotto Davide I ed è stata l'ultima zecca a chiudere, nel XIX secolo. Vi sono state coniate monete sotto quasi tutti i re ad eccezione di Malcolm IV e di Alessandro II.
Carlisle è stata probabilmente la prima zecca in cui sono state coniate monete scozzesi nel 1136. Secondo Bateson David iniziò a coniare le monete quando, avendo conquistato la città ed il suo castello, ebbe la possibilità di controllare la zecche che vi si trovava e vi fece coniare le sue monete. Vi sono state coniate, per la Scozia, esclusivamente le monete di Davide I e del figlio, il principe Enrico. La città ritornò in mano agli inglesi e non ci furono ulteriori monetazioni per la Scozia.
Il periodo in cui fu massimo il numero di zecche attive è quello del regno di Alessandro III, di cui sono note ben 16 zecche. Sotto Giacomo IV l'unica zecca rimasta attiva era quella di Edimburgo. In seguito solo per un breve periodo fu attiva anche la zecca di Stirling, dove furono battute alcuni bawbee di Maria.

## Elenco dei monarchi scozzesi che hanno emesso monete
- Davide I (1124-1153)
  - principe Enrico di Scozia in qualità di conte di Northumbria
- Malcolm IV di Scozia (1153-1165)
- Guglielmo I di Scozia (1165-1214)
- Alessandro II di Scozia (1214-1249)
- Alessandro III di Scozia (1249-1286)
- Giovanni (1292-1296)
- Roberto I (1306-1329)
- Davide II (1329-1371)
- Roberto II (1371-1390)
- Roberto III (1390-1406)
- Giacomo I (1406-1437)
- Giacomo II (1437-1460)
- Giacomo III (1460-1488)
- Giacomo IV (1488-1513)
- Giacomo V (1513-1542)
- Maria Stuarda (1542-1567)
- Giacomo VI (1567-1625)
- Carlo I (1625-1649)
- Carlo II (1660-1685)
- Giacomo VII (1685-1688)
- Guglielmo II & Maria II (1689-1694)
- Guglielmo II (1694-1701)
- Anna (1701-1714) (nessuna moneta dopo l'Atto di Unione)